# Naxaliti

Aree in cui operavano gruppi Naxaliti nel 2013

Aree in cui operavano gruppi Naxaliti nel 2007

Naxaliti è il nome con cui vengono chiamati i gruppi di ribelli maoisti protagonisti del conflitto Naxalite-Maoista in corso in India dal 1967. Il termine deriva dal villaggio di Naxalbari, nello Stato del Bengala Occidentale, dove il 18 maggio del 1967 scoppiò una rivolta di contadini guidati da Charu Majumdar, Kanu Sanyal e Jangal Santhal contro i latifondisti locali. Le origini di questa rivolta possono essere riscontrate nella rottura del Partito Comunista d'India, di matrice Marxista, in piccoli partiti d'estrema sinistra, tra cui il gruppo CPI(ML), di stampo Maoista e che decise di intraprendere la "rivoluzione armata".
Diffusi soprattutto negli Stati dell'Andhra Pradesh, Telangana, Maharashta e del Chhattisgarh, i Naxaliti sono accreditati di un esercito di circa 10-15 000 uomini riuniti nel People's Liberation Guerrilla Army, espressione militare del Partito Comunista d'India (maoista) il cui leader è Muppala Lakshman Rao, detto Ganapathi. Inoltre, la presenza di un numero di membri attivi e regolari che non partecipa direttamente agli scontri armati si stima possa aggirarsi tra i 10.000 e i 40.000 uomini. Malgrado il territorio in cui l'influenza naxalita sia ampiamente diminuito negli ultimi anni, attualmente controllano ampie aree di foresta in diversi distretti, soprattutto nel distretto di Bastar e nel distretto di Dantewada.
I Naxaliti si ispirano alla visione del comunismo descritta dalle teorie di Mao Zedong sulla rivoluzione rurale del popolo e sulla Lunga Marcia dalle campagne verso la capitale. Riconoscono come loro fondatore il leader comunista Charu Mazumdar, appartenente al CPI, morto in un carcere indiano nel 1972 dopo essere stato imprigionato per le sue idee.
La lotta armata dei naxaliti è stata particolarmente violenta negli anni tra il 2002 e il 2009, quando il gruppo armato è arrivato a controllare un'enorme parte del territorio dell'India orientale ed è stato definito dall'ex primo ministro indiano Manmohan Singh come uno dei gruppi terroristici armati più grandi del mondo e come la maggiore minaccia alla sicurezza dello stato indiano.
Dopo il suo ultimo congresso clandestino, il partito maoista ha sancito la leadership di Muppala Lakshman Rao e ha esplicitato l'obiettivo di focalizzare le azioni di lotta contro le cosiddette Zone Economiche Speciali, le aree in cui dal 2005 lo Stato indiano concede vantaggi fiscali e di altro genere per favorire la costruzione di nuovi impianti industriali. Secondo i naxaliti, la costituzione indiana e le politiche economiche adottate dallo stato "ratificano politiche coloniali e segregano le comunità tribali d'India in appezzamenti".